# Liste der Monuments historiques in Godewaersvelde
Die Liste der Monuments historiques in Godewaersvelde führt die Monuments historiques in der französischen Gemeinde Godewaersvelde auf.

## Liste der Bauwerke
| Bezeichnung | Beschreibung | Standort            | Kennzeichnung | Schutzstatus | Datum | Bild |
| ----------- | ------------ | ------------------- | ------------- | ------------ | ----- | ---- |
| Motte       | Mittelalter  | Haegvedoorne (Lage) | PA00107537    | Inscrit      | 1979  |      |